# Василёк донецкий
Василёк доне́цкий (лат. Centaurea donetzica) — вид цветковых растений рода Василёк (Centaurea) семейства Сложноцветные (Compositae).

## Ботаническое описание
Гемикриптофит. Двулетнее травянистое растение 30—50 см высотой. Стебель ветвистый, ребристый, опушённый по рёбрам. Листья перисто-, или (нижние) дваждыперисторассечённые, шероховатые, по краю опушённые.
Соцветия — корзинки, одиночные, листочки обертки кожистые, бледно-зелёные или желтоватые. Цветки розовые. Цветение в июне—августе. Плодоносит в июле—сентябре. Размножается семенами.

## Распространение и местообитание
Эндемик среднего течения Донца Северского. Известно несколько местонахождений. Вид представлен несколькими малочисленными сокращающимися популяциями. Произрастает на сухих, песчаных, бедных питательными веществами почвах. Мезоксерофит.

## Охрана
Вид внесён в Красную книгу Ростовской области, Украины, Донецкой области на Украине. Причинами низкой численности являются природная реликтовость, а также антропогенные факторы: срывание на букеты, освоение прирусловых участков, строительство.

## Хозяйственное значение и применение
Имеет декоративное значение.